# Almaleea
Almaleea je biljni rod grmova iz po rodice mahunarki, dio tribusa Mirbelieae. Postoji nekoliko vrsta, australski su endemi.

## Vrste
1. Almaleea cambagei (Maiden & Betche) Crisp & P.H.Weston
2. Almaleea capitata (J.H.Willis) Crisp & P.H.Weston
3. Almaleea incurvata (A.Cunn.) Crisp & P.H.Weston
4. Almaleea paludosa (Joy Thomps.) Crisp & P.H.Weston
5. Almaleea subumbellata (Hook.) Crisp & P.H.Weston